# Heteropsideae
Heteropsideae, tribus hemiepifita iz porodice kozlačevki. Postoje dva roda.. Tipični je Heteropsis iz Srednje i Južne Amnerike. 
Zračne korijene poluepifita vrste Heteropsis flexuosa, beru indijanske autohtone zajednice u Gvajani za tržište namještaja od pruća.

## Rodovi
1. Stenospermation Schott (55 spp.)
2. Heteropsis Kunth (20 spp.)